# Limnophila soldatovi
Limnophila soldatovi är en tvåvingeart som beskrevs av Alexander 1934. Limnophila soldatovi ingår i släktet Limnophila och familjen småharkrankar. Inga underarter finns listade i Catalogue of Life.